# Canton de Vittel
Le canton de Vittel est une circonscription électorale française située dans le département des Vosges et la région Grand Est.

## Histoire
Le canton de Vittel a été créé en 1801.
Un nouveau découpage territorial du département des Vosges entre en vigueur à l'occasion des premières élections départementales suivant le décret du 27 février 2014. Les conseillers départementaux sont, à compter de ces élections, élus au scrutin majoritaire binominal mixte. Les électeurs de chaque canton élisent au Conseil départemental, nouvelle appellation du Conseil général, deux membres de sexe différent, qui se présentent en binôme de candidats. Les conseillers départementaux sont élus pour 6 ans au scrutin binominal majoritaire à deux tours, l'accès au second tour nécessitant 12,5 % des inscrits au 1er tour. En outre la totalité des conseillers départementaux est renouvelée. Ce nouveau mode de scrutin nécessite un redécoupage des cantons dont le nombre est divisé par deux avec arrondi à l'unité impaire supérieure si ce nombre n'est pas entier impair, assorti de conditions de seuils minimaux. Dans les Vosges, le nombre de cantons passe ainsi de 31 à 17. Le nombre de communes du canton de Vittel passe de 21 à 45.
Le nouveau canton de Vittel est formé de communes des anciens cantons de Bulgnéville (24 communes), de Vittel (21 communes). Il est entièrement inclus dans l'arrondissement de Neufchâteau. Le bureau centralisateur est situé à Vittel.

## Représentation

### Conseillers d'arrondissement (de 1833 à 1940)
Le canton de Vittel avait deux conseillers d'arrondissement. 
| Période                                  | Période | Identité                        | Étiquette    | Qualité |
| ---------------------------------------- | ------- | ------------------------------- | ------------ | --- |
| 1833                                     | 1848    | Félix Basile Leroux (1785-1853) |              | Propriétaire à Monthureux-le-Sec                                                                            |
|                                          |         |                                 |              | |
| 1871                                     | 1880    | Ambroise Bouloumié              | Bonapartiste | Avocat, directeur de la station thermale de Vittel Maire de Vittel (1875-1879)                              |
| 1904                                     | 1919    | M. Lhomme                       |              | Propriétaire de l'hôtel intercontinental à Vittel                                                           |
|                                          | 1919    | M. Falque                       |              | Propriétaire à Remoncourt                                                                                   |
| 1919                                     | 1940    | Henri Florentin                 |              | Adjoint au maire de Vittel                                                                                  |
| 1919                                     | 1940    | Antoine Poinsot                 |              | Agriculteur, conseiller municipal de Remoncourt                                                             |
| 1940                                     |         |                                 |              | Les conseils d'arrondissement ont été suspendus par la loi du 12 octobre 1940 et n'ont jamais été réactivés |
| Les données manquantes sont à compléter. |         |                                 |              | |

### Conseillers généraux de 1833 à 2015
| Période                                  | Période      | Identité                                    | Étiquette                     | Qualité |
| ---------------------------------------- | ------------ | ------------------------------------------- | ----------------------------- | --- |
| 1833                                     | 1844 (décès) | Baron Émile Delpierre (1795-1844)           |                               | Avocat, conseiller à la Cour royale de Metz |
| 1844                                     | 1848         | Baron Antoine Delpierre (fils du précédent) |                               | Avocat, Président honoraire à la Cour des Comptes Député (1791-1792 et 1797-1799) Président du Conseil Général (1832)                                                 |
| 1848                                     | 1852         | Léonard Mougenez                            |                               | Avocat, propriétaire Maire de Vittel |
| 1852                                     | 1858         | Jean Bonnet                                 |                               | Notaire Maire de Remoncourt |
| 1858                                     | 1867         | François Bastien                            |                               | Magistrat |
| 1867                                     | 1871         | Eugène Perrin                               |                               | Avocat Maire d'Estrennes |
| 1871                                     | 1889         | Isidore Lafosse (1829-1895)                 | Républicain                   | Médecin, propriétaire à Valleroy-le-Sec |
| 1889                                     | 1903 (décès) | Ambroise Bouloumié                          | Bonapartiste puis Boulangiste | Avocat, directeur de la station thermale de Vittel Maire de Vittel (1892-1903)                                                                                        |
| 1903                                     | 1907         | Pierre Bouloumié                            | Républicain Progressiste      | Médecin |
| 1907                                     | 1917         | Marc Mathis                                 | Rad.                          | Agriculteur Maire de Valleroy-aux-Saules (1894-1917) Député (1906-1917)                                                                                               |
| 1919                                     | 1940         | Jean Bouloumié                              | FR-PSF;PPF                    | Médecin, Président du conseil d'administration de la Société générale des eaux minérales de Vittel Maire de Vittel (1919-1945) Nommé conseiller départemental en 1943 |
|                                          |              |                                             |                               | |
| 1945                                     | 1952 (décès) | Jean Bouloumié                              | DVD                           | Médecin Maire de Vittel (1919-1945) |
| 20 avril 1952                            | 1976         | Guy de La Motte-Bouloumié                   | RI                            | Chef d'entreprise, ancien résistant Maire de Vittel (1953-1977 et 1995-2001) Conseiller régional (1974-1977)                                                          |
| 1976                                     | 1982         | Serge Beltrame                              | PS                            | Cadre S.N.C.F. Député (1981-1986 et 1988-1993) Conseiller régional (1981-1998) Maire de Contrexéville (1977-1995)                                                     |
| 1982                                     | 2001         | Hubert Voilquin                             | UDF                           | Enseignant, puis Président de station thermale Maire de Vittel (1977-1995) Député (1978-1981)                                                                         |
| 2001                                     | 2007 (décès) | René Blein                                  | DVD                           | Éducateur sportif Maire de Dombrot-le-Sec (1989-1995) |
| 2007                                     | 2015         | Jean-Jacques Gaultier                       | UMP                           | Médecin Député (2002-2012) Vice-Président du Conseil Général |
| Les données manquantes sont à compléter. |              |                                             |                               | |

### Conseillers départementaux depuis 2015
| Période élective | Période élective | Mandat | Mandat   | Identité        | Nuance | Nuance | Qualité |
| ---------------- | ---------------- | ------ | -------- | --------------- | ------ | ------ | --- |
| 2015             | 2021             | 2015   | 2021     | Luc Gerecke     |        | DVD    | Préparateur en pharmacie Maire de Contrexéville Ancien conseiller général du Canton de Bulgnéville (2001-2015) Vice-Président, délégué à la Culture, au Sport, aux Associations et aux Technologies de l’Information |
| 2015             | 2021             | 2015   | 2021     | Claudie Pruvost |        | DVD    | Adjointe au maire de Vittel |
| 2021             | 2028             | 2021   | en cours | Sandrine Patard |        | DVD    | Assistante comptable, conseillère municipale de Saulxures-lès-Bulgnéville |
| 2021             | 2028             | 2021   | en cours | Franck Perry    |        | LR     | Chef d'entreprise, maire de Vittel, 4ème Vice-Président, délégué à l’Economie, au Tourisme, à l’Agriculture et à la Forêt                                                                                            |

### Résultats détaillés

#### Élections de mars 2015
À l'issue du 1er tour des élections départementales de 2015, deux binômes sont en ballottage : Luc Gerecke et Claudie Pruvost (DVD, 41,35 %) et Sébastien Bredard et Jacqueline Coudie (FN, 28,34 %). Le taux de participation est de 53,61 % (7 873 votants sur 14 686 inscrits) contre 52,67 % au niveau départemental et 50,17 % au niveau national.
Au second tour, Luc Gerecke et Claudie Pruvost (DVD) sont élus avec 66,61 % des suffrages exprimés et un taux de participation de 53,11 % (4 697 voix pour 7 799 votants et 14 685 inscrits).

#### Élections de juin 2021
Le premier tour des élections départementales de 2021 est marqué par un très faible taux de participation (33,26 % au niveau national). Dans le canton de Vittel, ce taux de participation est de 39,5 % (5 544 votants sur 14 034 inscrits) contre 33,12 % au niveau départemental. À l'issue de ce premier tour, deux binômes sont en ballottage : Sandrine Patard et Franck Perry (DVD, 45,48 %) et Christian Franqueville et Frédérique Viannez-Claudel (DVG, 37,44 %).
Le second tour des élections est marqué une nouvelle fois par une abstention massive équivalente au premier tour. Les taux de participation sont de 34,36 % au niveau national, 33,77 % dans le département et 42,18 % dans le canton de Vittel. Sandrine Patard et Franck Perry (DVD) sont élus avec 55,18 % des suffrages exprimés (3 033 voix pour 5 919 votants et 14 034 inscrits),,.

## Composition

### Composition avant 2015
Le canton regroupait 21 communes.
| Nom                         | Code Insee | Codepostal | Superficie (km2) | Population (dernière pop. légale) | Densité (hab./km2) |
| --------------------------- | ---------- | ---------- | ---------------- | --------------------------------- | ------------------ |
| Vittel (chef-lieu)          | 88516      | 88800      | 24,13            | 5 318 (2012)                      | 220                |
| Bazoilles-et-Ménil          | 88043      | 88500      | 5,77             | 119 (2012)                        | 21                 |
| Contrexéville               | 88114      | 88140      | 14,96            | 3 317 (2012)                      | 222                |
| Dombrot-le-Sec              | 88140      | 88140      | 18,89            | 380 (2012)                        | 20                 |
| Domèvre-sous-Montfort       | 88144      | 88500      | 3,28             | 61 (2012)                         | 19                 |
| Domjulien                   | 88146      | 88800      | 11,94            | 188 (2012)                        | 16                 |
| Estrennes                   | 88164      | 88500      | 5,99             | 93 (2012)                         | 16                 |
| Gemmelaincourt              | 88194      | 88170      | 7,42             | 160 (2012)                        | 22                 |
| Haréville                   | 88231      | 88800      | 6,56             | 509 (2012)                        | 78                 |
| Lignéville                  | 88271      | 88800      | 12,53            | 320 (2012)                        | 26                 |
| Monthureux-le-Sec           | 88309      | 88800      | 11,36            | 168 (2012)                        | 15                 |

Situation du canton de Vittel dans l'arrondissement de Neufchâteau avant 2015.

| La Neuveville-sous-Montfort | 88325      | 88800      | 10,21            | 174 (2012)                        | 17                 |
| Offroicourt                 | 88335      | 88500      | 9,33             | 152 (2012)                        | 16                 |
| Rancourt                    | 88370      | 88270      | 5,57             | 58 (2012)                         | 10                 |
| Remoncourt                  | 88385      | 88800      | 14,52            | 605 (2012)                        | 42                 |
| Rozerotte                   | 88403      | 88500      | 6,46             | 196 (2012)                        | 30                 |
| They-sous-Montfort          | 88466      | 88800      | 10,21            | 142 (2012)                        | 14                 |
| Thuillières                 | 88472      | 88260      | 7,62             | 149 (2012)                        | 20                 |
| Valfroicourt                | 88488      | 88270      | 13,80            | 246 (2012)                        | 18                 |
| Valleroy-le-Sec             | 88490      | 88800      | 5,87             | 157 (2012)                        | 27                 |
| Viviers-lès-Offroicourt     | 88518      | 88500      | 4,52             | 27 (2012)                         | 6                  |

### Composition depuis 2015
Le canton de Vittel comprend désormais quarante-cinq communes entières.
| Nom                            | Code Insee | Intercommunalité             | Superficie (km2) | Population (dernière pop. légale) | Densité (hab./km2) | Modifier                                    |
| ------------------------------ | ---------- | ---------------------------- | ---------------- | --------------------------------- | ------------------ | ------------------------------------------- |
| Vittel (bureau centralisateur) | 88516      | CC Terre d'Eau               | 24,13            | 4 766 (2022)                      | 198                | modifier les données · modifier les données |
| Aingeville                     | 88003      | CC Terre d'Eau               | 5,77             | 61 (2022)                         | 11                 | modifier les données · modifier les données |
| Aulnois                        | 88017      | CC Terre d'Eau               | 4,44             | 165 (2022)                        | 37                 | modifier les données · modifier les données |
| Auzainvilliers                 | 88022      | CC Terre d'Eau               | 8,25             | 207 (2022)                        | 25                 | modifier les données · modifier les données |
| Bazoilles-et-Ménil             | 88043      | CC Terre d'Eau               | 5,77             | 115 (2022)                        | 20                 | modifier les données · modifier les données |
| Belmont-sur-Vair               | 88051      | CC Terre d'Eau               | 6,17             | 124 (2022)                        | 20                 | modifier les données · modifier les données |
| Bulgnéville                    | 88079      | CC Terre d'Eau               | 13,33            | 1 523 (2022)                      | 114                | modifier les données · modifier les données |
| Contrexéville                  | 88114      | CC Terre d'Eau               | 14,96            | 2 932 (2022)                      | 196                | modifier les données · modifier les données |
| Crainvilliers                  | 88119      | CC Terre d'Eau               | 10,45            | 180 (2022)                        | 17                 | modifier les données · modifier les données |
| Dombrot-le-Sec                 | 88140      | CC Les Vosges Côté Sud-Ouest | 18,89            | 358 (2022)                        | 19                 | modifier les données · modifier les données |
| Dombrot-sur-Vair               | 88141      | CC Terre d'Eau               | 9,04             | 241 (2022)                        | 27                 | modifier les données · modifier les données |
| Domèvre-sous-Montfort          | 88144      | CC Terre d'Eau               | 3,28             | 61 (2022)                         | 19                 | modifier les données · modifier les données |
| Domjulien                      | 88146      | CC Terre d'Eau               | 11,94            | 177 (2022)                        | 15                 | modifier les données · modifier les données |
| Estrennes                      | 88164      | CC Terre d'Eau               | 5,99             | 106 (2022)                        | 18                 | modifier les données · modifier les données |
| Gemmelaincourt                 | 88194      | CC Terre d'Eau               | 7,42             | 126 (2022)                        | 17                 | modifier les données · modifier les données |
| Gendreville                    | 88195      | CC Terre d'Eau               | 8,08             | 104 (2022)                        | 13                 | modifier les données · modifier les données |
| Hagnéville-et-Roncourt         | 88227      | CC Terre d'Eau               | 8,55             | 81 (2022)                         | 9,5                | modifier les données · modifier les données |
| Haréville                      | 88231      | CC Terre d'Eau               | 6,56             | 470 (2022)                        | 72                 | modifier les données · modifier les données |
| Lignéville                     | 88271      | CC Les Vosges Côté Sud-Ouest | 12,53            | 300 (2022)                        | 24                 | modifier les données · modifier les données |
| Malaincourt                    | 88283      | CC Terre d'Eau               | 6,05             | 80 (2022)                         | 13                 | modifier les données · modifier les données |
| Mandres-sur-Vair               | 88285      | CC Terre d'Eau               | 11,93            | 438 (2022)                        | 37                 | modifier les données · modifier les données |
| Médonville                     | 88296      | CC Terre d'Eau               | 7,27             | 54 (2022)                         | 7,4                | modifier les données · modifier les données |
| Monthureux-le-Sec              | 88309      | CC Terre d'Eau               | 11,36            | 174 (2022)                        | 15                 | modifier les données · modifier les données |
| Morville                       | 88316      | CC Terre d'Eau               | 3,41             | 42 (2022)                         | 12                 | modifier les données · modifier les données |
| La Neuveville-sous-Montfort    | 88325      | CC Terre d'Eau               | 10,21            | 182 (2022)                        | 18                 | modifier les données · modifier les données |
| Norroy                         | 88332      | CC Terre d'Eau               | 7,22             | 208 (2022)                        | 29                 | modifier les données · modifier les données |
| Offroicourt                    | 88335      | CC Terre d'Eau               | 9,33             | 150 (2022)                        | 16                 | modifier les données · modifier les données |
| Parey-sous-Montfort            | 88343      | CC Terre d'Eau               | 7,04             | 172 (2022)                        | 24                 | modifier les données · modifier les données |
| Rancourt                       | 88370      | CC de Mirecourt Dompaire     | 5,57             | 76 (2022)                         | 14                 | modifier les données · modifier les données |
| Remoncourt                     | 88385      | CC Terre d'Eau               | 14,52            | 568 (2022)                        | 39                 | modifier les données · modifier les données |
| Rozerotte                      | 88403      | CC Terre d'Eau               | 6,46             | 185 (2022)                        | 29                 | modifier les données · modifier les données |
| Saint-Ouen-lès-Parey           | 88430      | CC Terre d'Eau               | 21,09            | 495 (2022)                        | 23                 | modifier les données · modifier les données |
| Saint-Remimont                 | 88434      | CC Terre d'Eau               | 4,60             | 211 (2022)                        | 46                 | modifier les données · modifier les données |
| Saulxures-lès-Bulgnéville      | 88446      | CC Terre d'Eau               | 9,54             | 231 (2022)                        | 24                 | modifier les données · modifier les données |
| Sauville                       | 88448      | CC Terre d'Eau               | 14,38            | 169 (2022)                        | 12                 | modifier les données · modifier les données |
| Suriauville                    | 88461      | CC Terre d'Eau               | 13,44            | 200 (2022)                        | 15                 | modifier les données · modifier les données |
| They-sous-Montfort             | 88466      | CC Terre d'Eau               | 10,21            | 123 (2022)                        | 12                 | modifier les données · modifier les données |
| Thuillières                    | 88472      | CC Terre d'Eau               | 7,62             | 111 (2022)                        | 15                 | modifier les données · modifier les données |
| Urville                        | 88482      | CC Terre d'Eau               | 4,02             | 55 (2022)                         | 14                 | modifier les données · modifier les données |
| La Vacheresse-et-la-Rouillie   | 88485      | CC Terre d'Eau               | 9,36             | 128 (2022)                        | 14                 | modifier les données · modifier les données |
| Valfroicourt                   | 88488      | CC Terre d'Eau               | 13,80            | 229 (2022)                        | 17                 | modifier les données · modifier les données |
| Valleroy-le-Sec                | 88490      | CC Terre d'Eau               | 5,87             | 186 (2022)                        | 32                 | modifier les données · modifier les données |
| Vaudoncourt                    | 88496      | CC Terre d'Eau               | 5,67             | 151 (2022)                        | 27                 | modifier les données · modifier les données |
| Viviers-lès-Offroicourt        | 88518      | CC Terre d'Eau               | 4,52             | 27 (2022)                         | 6,0                | modifier les données · modifier les données |
| Vrécourt                       | 88524      | CC Terre d'Eau               | 12,46            | 349 (2022)                        | 28                 | modifier les données · modifier les données |
| Canton de Vittel               | 8817       |                              | 422,50           | 17 091 (2022)                     | 40                 | modifier les données                        |

## Démographie

### Démographie avant 2015
| 1962   | 1968   | 1975   | 1982   | 1990   | 1999   | 2006   | 2011   | 2012   |
| ------ | ------ | ------ | ------ | ------ | ------ | ------ | ------ | ------ |
| 11 280 | 13 350 | 14 692 | 14 530 | 14 217 | 13 651 | 13 060 | 12 653 | 12 539 |

### Démographie depuis 2015
En 2022, le canton comptait 17 091 habitants, en évolution de −5,69 % par rapport à 2016 (Vosges : −2,96 %, France hors Mayotte : +2,11 %).
| 2013   | 2018   | 2022   |
| ------ | ------ | ------ |
| 18 286 | 17 735 | 17 091 |